# Punto de cadeneta

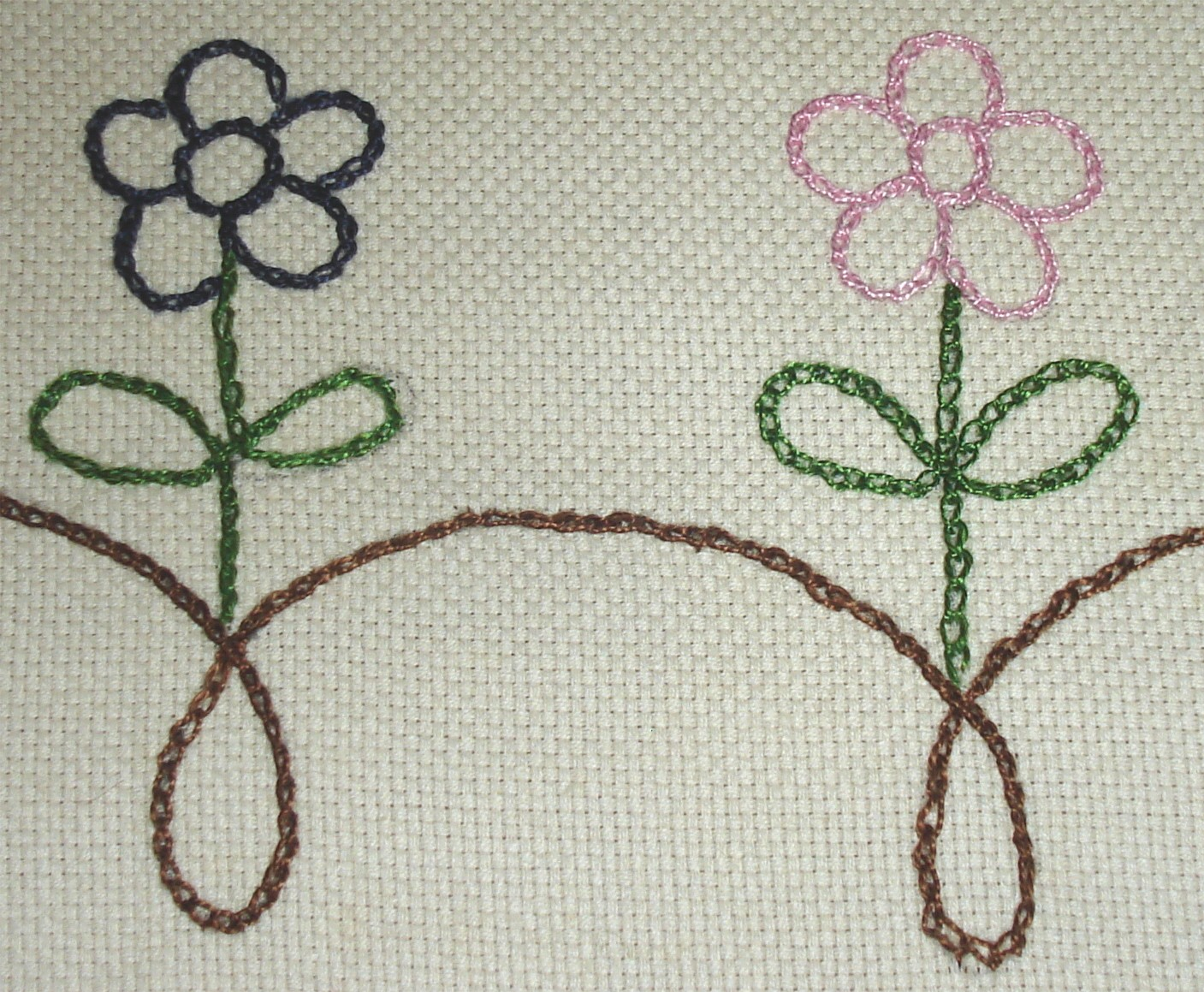
Flores infantiles, bordadas a punto de cadeneta.

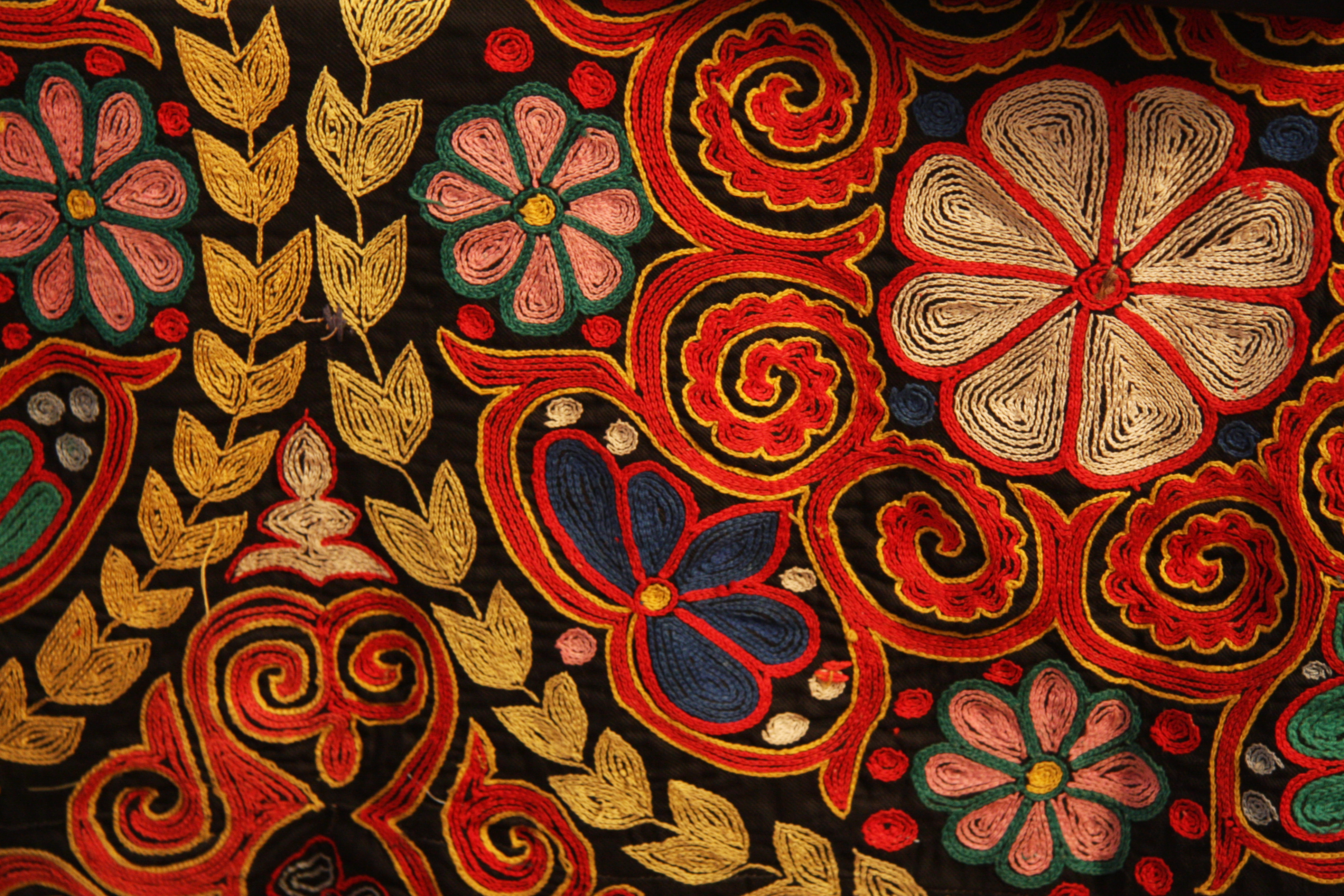
Alfombra tradicional de Kazajistán en punto de cadeneta.

El punto de cadeneta, también conocido como puntada de cadeneta es un punto o puntada de costura para el bordado y/o cosido de textiles que se trabaja sobre un patrón lineal previamente trazado en la tela. Consiste en una especie de anillas consecutivas. Se emplea en multitud de productos: mantelerías, paños, e incluso en la confección de prendas. Junto al punto yugoslavo, es una de las primeras lecciones que reciben los aprendices del noble arte del bordado.

## Historia
Es uno de los bordados existentes más antiguos. Aunque no se conoce exactamente dónde y cuándo nació, se han encontrado tejidos de seda bordados con este punto en China, que datan del Periodo de los Estados Guerreros (475-221 a. C). Ya se hacía en el Oriente Próximo, donde es tradicional la pasamanería típica de las chilabas y demás indumentarias, o en la Rusia de los zares donde –idéntico al actual– se usaba en la ropa del hogar de las casas más adineradas. 

## Elaboración

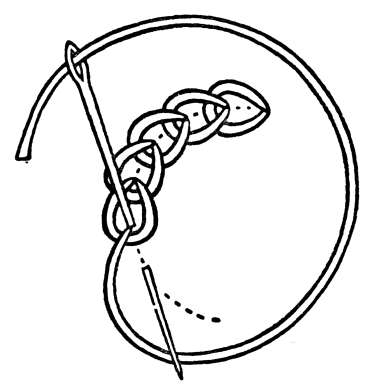
Punto de cadeneta básico

En primer lugar, se anuda el hilo a la tela. Si se trabaja sobre lino, se aprovecha el entramado del hilo y se anuda sobre él. En caso de utilizar un granité, el primer nudo deberá hacerse a mano y pasar la aguja hacia el derecho del tejido. Después del primer nudo, se recomienda anudar sobre el revés de la labor ya realizada. El punto se basa en clavar la aguja a muy poca distancia del sitio de partida y a continuación devolver la aguja al derecho dejando que quede una anilla.
En la mayoría de las ocasiones, se combina la cadeneta con otros puntos de realce (por ejemplo, bodoques) o bien con festones, punto de cruz, y demás.

## Materiales
Se utiliza:
- Una tela de hilo (= lino) o semillero, por su naturaleza, aunque también su acabado es perfecto en tela de granité, de menor coste.
- El hilo puede ser perlé, que da un mayor realce y brillo, o bien remoliné (mate).
- Se puede hacer con bastidor, aunque es más frecuente en el dedo.
- aguja o crochet}

## Usos
Se puede ver con mucha frecuencia en mantelerías, colchas de cama, bolsistas de aromas, cojines, etc. Quizá no sea tan frecuente en obras de media envergadura, como paños, ya que generalmente se basa en motivos repetitivos y no conviene saturar una labor. En los países árabes se ha sustituido por las más rentables pasamanerías mecánicas, principalmente por su elevadísimo coste. En algunas ocasiones, los bordadores limitan su uso a hacer un simple remate, sustituyendo la vainica, como también se suele hacer con el punto de cruz, porque tiene una gran facilidad y una discreción total.